# Bunothorax takasagoensis
Bunothorax takasagoensis är en skalbaggsart som först beskrevs av Tadao Kano 1933.  Bunothorax takasagoensis ingår i släktet Bunothorax och familjen långhorningar.
Artens utbredningsområde är:
- Laos.
- Taiwan.

Inga underarter finns listade.